# Darts of Pleasure
«Darts of Pleasure» (dardos de placer) es el EP debut y la octava canción del primer álbum de la banda de indie rock Franz Ferdinand, lanzado en el Reino Unido el 8 de septiembre de 2003 y en los Estados Unidos el 18 de noviembre del mismo año, ambos a través de Domino Records.
Alex Kapranos explicó a la revista Q que "la canción trata de que seducción y los dardos de placer (darts of pleasure) que te embelesan son solamente palabras". [1] La canción termina con varias letras en alemán, la más famosa es la línea que reza "Ich heiße Super Fantastisch!" ("Mi nombre es Super-Fantástico!", mientras que "Super-Fantastic" es el nombre, no un adjetivo. Aunque en el idioma alemán suelen producirse variaciones de significado, creando la verdadero significado de ser "Soy llamado Super-Fantastic!".